# Concordia University System
Concordia University System (CUS) är en sammanslutning av universitet och colleges i USA som drivs av Missourisynoden. De ingående lärosätena är självständiga men samarbetar i vissa frågor.
- Concordia University, Ann Arbor, Michigan
- Concordia University at Austin, Austin, Texas
- Concordia College, Bronxville, New York
- Concordia University Chicago, River Forest, Illinois
- Concordia University, Irvine, Kalifornien
- Concordia University, Portland, Oregon
- Concordia University, Saint Paul, Minnesota
- Concordia University, Seward, Nebraska
- Concordia University Wisconsin, Mequon, Wisconsin

Concordia Theological Seminary och Concordia Seminary drivs också av Missourisynoden, men ingår inte i Concordia University System.